# Balaoan
Balaoan è una municipalità di seconda classe delle Filippine, situata nella Provincia di La Union, nella Regione di Ilocos.
Balaoan è formata da 36 baranggay:
- Almieda
- Antonino
- Apatut
- Ar-arampang
- Baracbac Este
- Baracbac Oeste
- Bet-ang
- Bulbulala
- Bungol
- Butubut Este
- Butubut Norte
- Butubut Oeste
- Butubut Sur
- Cabuaan Oeste (Pob.)
- Calliat
- Calungbuyan
- Camiling
- Dr. Camilo Osias Pob. (Cabuaan Este)

- Guinaburan
- Masupe
- Nagsabaran Norte
- Nagsabaran Sur
- Nalasin
- Napaset
- Pagbennecan
- Pagleddegan
- Pantar Norte
- Pantar Sur
- Pa-o
- Paraoir
- Patpata
- Sablut
- San Pablo
- Sinapangan Norte
- Sinapangan Sur
- Tallipugo